# Wereldkampioenschappen inlineskaten 2021
De wereldkampioenschappen inlineskaten 2021 werden van 6 tot en met 13 november gehouden in Ibagué, Colombia. Het waren de 50e wereldkampioenschappen voor mannen op de weg, de 46e voor mannen op de piste, de 44e voor vrouwen op de piste en de 43e voor vrouwen op de weg. Op het programma stonden voor mannen en vrouwen elf afstanden, zowel bij de senioren als junioren.
De wedstrijden werden gehouden in het gemeentelijke sportpark op de skatebaan van 200 meter met daar omheen een 400 meter asfaltbaan met een recht stuk van 140 meter. De baan werd in 2019 aangelegd, kompleet met tribune met kleedlokalen, stadionverlichting en straatverlichting om de asfaltbaan.

## Medailleverdeling

### Mannen
| Piste                      | Piste           | Piste          | Piste             |
| Afstand                    | Goud ·          | Zilver ·       | Brons ·           |
| -------------------------- | --------------- | -------------- | ----------------- |
| 200 m Tijdrit              | Steven Villegas | Pedro Causil   | Duccio Marsili    |
| 500 m Sprint               | Edwin Estrada   | Pedro Causil   | Ricardo Verdugo   |
| 1000m Sprint               | Pedro Causil    | Chao Tsu-cheng | Gwendal Le Pivert |
| 10.000m Punten-/afvalkoers | Daniel Zapata   | Jason Suttels  | Martin Ferrié     |
| 10.000m Afvalkoers         | Óscar Cobo      | Daniel Zapata  | Giuseppe Bramante |
| 3000 m Aflossing           | Colombia        | Frankrijk      | Italië            |

| Weg                 | Weg               | Weg                       | Weg                 |
| Afstand             | Goud ·            | Zilver ·                  | Brons ·             |
| ------------------- | ----------------- | ------------------------- | ------------------- |
| 100m Tijdrit        | Ioseba Fernández  | Steven Villegas           | Jorge Luís Martínez |
| Lap Sprint          | Gwendal Le Pivert | Duccio Marsili            | Ricardo Verdugo     |
| 10.000m Puntenkoers | Nolan Beddiaf     | Patxi Peula               | Daniel Zapata       |
| 15.000m Afvalkoers  | Martin Ferrié     | Nolan Beddiaf             | Manuel Saavedra     |
|                     |                   |                           |                     |
| 42.195m Marathon    | Martin Ferrié     | Andres Felipe Gomez Gomez | Chen Yan-cheng      |

### Vrouwen
| Piste                      | Piste                | Piste                | Piste              |
| Afstand                    | Goud ·               | Zilver ·             | Brons ·            |
| -------------------------- | -------------------- | -------------------- | ------------------ |
| 200m Tijdrit               | Geiny Pájaro         | Mathilde Pédronno    | María José Moya    |
| 500m Sprint                | María Fernanda Timms | Geiny Pájaro         | María Loreto Arias |
| 1000m Sprint               | Yang Ho-Chen         | María Fernanda Timms | Marie Dupuy        |
| 10.000m Punten-/afvalkoers | Fabriana Arias       | Luz Karime Garzón    | Yang Ho-Chen       |
| 10.000m Afvalkoers         | Luz Karime Garzón    | Fabriana Arias       | Marine Lefeuvre    |
| 3000m Aflossing            | Chinees Taipei       | Colombia             | Frankrijk          |

| Weg                 | Weg               | Weg                         | Weg                  |
| Afstand             | Goud ·            | Zilver ·                    | Brons ·              |
| ------------------- | ----------------- | --------------------------- | -------------------- |
| 100m Tijdrit        | Geiny Pájaro      | María José Moya             | Valeria Rodríguez    |
| Lap Sprint          | Geiny Pájaro      | María José Moya             | María Loreto Arias   |
| 10.000m Puntenkoers | Gabriela Rueda    | Luz Karime Garzón           | Angy Quintero        |
| 15.000m Afvalkoers  | Luz Karime Garzón | Gabriela Rueda              | Alejandra Traslaviña |
|                     |                   |                             |                      |
| 42.195m Marathon    | Luz Karime Garzón | Gabriela Isabel Rueda Rueda | Marine Lefeuvre      |

### Medaillespiegel
Dit is de medaillespiegel van de wedstrijden van het hoofdtoernooi (senioren).
| Plaats | Land           | Goud | Zilver | Brons | Totaal |
| 1      | Colombia       | 15   | 13     | 3     | 31     |
| 2      | Frankrijk      | 4    | 3      | 6     | 13     |
| 3      | Chinees Taipei | 2    | 1      | 2     | 5      |
| 4      | Spanje         | 1    | 1      | 0     | 2      |
| 5      | Chili          | 0    | 2      | 4     | 6      |
| 6      | Italië         | 0    | 1      | 3     | 4      |
| 7      | België         | 0    | 1      | 0     | 1      |
| 8      | Ecuador        | 0    | 0      | 2     | 2      |
| 9      | Mexico         | 0    | 0      | 1     | 1      |
| 9      | Venezuela      | 0    | 0      | 1     | 1      |
| Totaal | Totaal         | 22   | 22     | 22    | 66     |

Officieuze wereldkampioenschappen

Monza 1937 ·
Ferrara 1938 ·
Monfalcone 1948 ·
Ferrara 1949 ·
Monfalcone 1951 ·
Lido di Venezia 1953 ·
Bari 1954 ·
Palermo 1957 ·
Finale Ligure 1958 ·
Wetteren 1960 ·
Gujan-Mestras 1961 ·
Nantes 1963 ·
Madrid 1964 ·
Syracuse 1965
Officiële wereldkampioenschappen (afwisselend piste en weg)

Mar del Plata 1966 ·
Barcelona 1967 ·
Montecchio 1968 ·
Mar del Plata 1969 ·
Sesto San Giovanni 1973 ·
Mar del Plata 1975 ·
Mar del Plata 1978 ·
Finale Emilia 1979 ·
Masterton 1980 ·
Oostende 1981 ·
Finale Emilia 1982 ·
Mar del Plata 1983 ·
Bogotá 1984 ·
Colorado Springs 1985 ·
Adelaide 1986 ·
Grenoble 1987 ·
Cassano d'Adda 1988 ·
Hastings 1989 ·
Bello 1990 ·
Oostende 1991 ·
Rome 1992 ·
Colorado Springs 1993
Piste en weg gecombineerd (huidige vorm)

Gujan-Mestras 1994 ·
Perth 1995 ·
Venetië 1996 ·
Mar del Plata 1997 ·
Pamplona 1998 ·
Santiago 1999 ·
Barrancabermeja 2000 ·
Valence d'Agen 2001 ·
Oostende 2002 ·
Barquisimeto 2003 ·
Abruzzo 2004 ·
Suzhou 2005 ·
Anyang 2006 ·
Cali 2007 ·
Gijón 2008 ·
Haining 2009 ·
Guarne 2010 ·
Yeosu 2011 ·
Ascoli Piceno/San Benedetto del Tronto 2012 ·
Oostende 2013 ·
Rosario 2014 ·
Kaohsiung 2015 ·
Nanjing 2016 ·
Nanjing 2017 ·
Heerde/Arnhem 2018 ·
Barcelona 2019 ·
Ibagué 2021 ·
Buenos Aires 2022 ·
Montecchio Maggiore/Vicenza 2023 ·
Pescara 2024